# Бет365 (стадіон)
«Бет365» (англ. «bet365 Stadium», до 2016 року «Брита́нія» англ. Britannia Stadium) — футбольний стадіон у Сток-он-Тренті, Англія. Домашня арена клубу «Сток Сіті». Місткість стадіону 30 089 глядачів.
Отримав назву завдяки рекламному контракту з беттінговою компанією bet365.
Стадіон був побудований в 1998 році вартістю 14,8 мільйонів фунтів стерлінгів як заміна стадіону Victoria Ground. Прах колишнього гравця сера Стенлі Метьюза був похований під центральним колом поля після його смерті в лютому 2000 року; він офіційно відкрив стадіон 30 серпня 1997 року. У європейських змаганнях стадіон відомий як Стоук Граунд через правила УЄФА щодо спонсорства.